# Hemiceras striata
Hemiceras striata är en fjärilsart som beskrevs av William Schaus 1901. Hemiceras striata ingår i släktet Hemiceras och familjen tandspinnare. Inga underarter finns listade i Catalogue of Life.